# Mike Zunino
Michael Accorsi Zunino, ameriški bejzbolist, * 25. marec 1991, Coral Gables, Florida, ZDA.

## Univerzitetna kariera
Zunino je svojo univerzitetno kariero preživel kot član ekipe Florida Gators Univerze v Floridi (University of Florida). S strani ocenjevalcev Baseball America je bil izbran kot najboljši lovilec v ZDA v svoji drugi sezoni na univerzi. Istega leta je bil prav tako imenovan za najboljšega igralca sezone v Jugovzhodni konferenci (SEC). To mu je uspelo kot drugemu iz ekipe Florida Gators za Mattom LaPorto, ki mu je to uspelo v letih 2005 in 2007. Leta 2010 je igral z ekipo Yarmouth-Dennis Red Sox v ligi Cape Cod Baseball League.

## Poklicna kariera
Pri vstopu v nabor lige MLB leta 2012 je Zunino bil cenjen kot eden najboljših med vsemi igralci na voljo in najbolj nadarjen lovilec. Izbrala ga je ekipa Seattle Mariners s tretjo izbiro nabora. 3. junija je z ekipo sklenil večletno pogodbo.

## Igralski profil
Zunino meri 185 cm v višino in je težak 100 kg. Obrambno zna delati z metalci in je dober vodja na igrišču. Ima močno in natančno roko in je gibčen pri blokiranju metov, ki padejo na zemljo. Napadalno je v svojem drugem letu lepo napredoval, povečal je število prostih prehodov na bazo in je prikazal dobro moč, še posebej pri metih z nižjo hitrostjo. Leta 2010 se je izkazal s potrpežljivostjo pri zavijajočih metih. Prav tako kij obrne z dobro hitrostjo, kar mu v hitrosti obeta veliko tekov domov.

## Zasebno življenje
Zunino je doma iz mesta Cape Coral v Floridi.